# Daniel Cormier
Daniel Cormier (n. 20 martie 1979, Parohia Lafayette, Louisiana, SUA) este un fost luptător de arte marțiale mixte și comentator american care a evoluat în UFC la categoria semigrea și grea, unde a fost campion a ambelor divizii după ce l-a învins pe campionul greilor Stipe Miocic. Înainte de UFC, Cormier a fost Campionul Marelui Premiu Strikeforce și Campion Heavyweight în King of the Cage. Este considerat ca fiind unul dintre cei mai mari artisti martiali mixti ai tuturor timpurilor.

## Titluri

### Arte marțiale mixte
- UFC
  - UFC Heavyweight Championship (o dată; prezent)
  - UFC Light Heavyweight Championship (o dată; prezent)
  - Trei apărări a titlului Light Heavyweight: vs. Alexander Gustafsson, Anthony Johnson, Volkan Oezdemir 
  - Al cincelea campion în mai mult de o divizie (light heavyweight, heavyweight)
  - Al doilea luptător din UFC cu douo centuri în același timp în diferite categori
  - Performance of the Night (trei ori) vs. Anthony Johnson, Volkan Oezdemir și Stipe Miocic[7][8]
  - Fight of the Night (douo ori) vs. Jon Jones și Alexander Gustafsson
- Strikeforce
  - Strikeforce Heavyweight Grand Prix Champion
- King of the Cage
  - KOTC Heavyweight Championship (o dată)
- Xtreme MMA
  - XMMA Heavyweight Championship (o dată)
- ESPN
  - Upset of the Month (2011) vs. Antônio Silva on September 10
- MMAJunkie.com
  - Lupta luni ianuarie 2015 vs. Jon Jones[9]
  - Lupta luni octombrie 2015 vs. Alexander Gustafsson[10]
- Sherdog
  - 2014 Beatdown of the Year vs. Dan Henderson at UFC 173[11]
  - 2014 All-Violence 3rd Team[12]
- Wrestling Observer Newsletter awards
  - Feudul anului (2014) vs. Jon Jones[13]

## Rezultate în artele marțiale mixte
| Rezultate profesioniste |             |              |
| 25 meciuri              | 22 victorii | 2 înfrângeri |
| Prin knockout           | 10          | 1            |
| Prin predare            | 5           | 0            |
| La puncte               | 7           | 1            |
| Nu s-a disputat         | 1           | 1            |

| Rezultat   | La general | Adversar             | Metodă                                  | Eveniment                                       | Data               | Runda | Timp | Locația                                | Note |
| ---------- | ---------- | -------------------- | --------------------------------------- | ----------------------------------------------- | ------------------ | ----- | ---- | -------------------------------------- | --- |
| Înfrângere | 22–3 (1)   | Stipe Miocic         | Decizie (unanimă)                       | UFC 252                                         | august 15, 2020    | 5     | 5:00 | Las Vegas, Nevada, United States       | Pentru centura UFC Heavyweight Championship. |
| Înfrângere | 22–2 (1)   | Stipe Miocic         | TKO (punches)                           | UFC 241                                         | 17 august 2019     | 4     | 4:09 | Anaheim, California, United States     | Pierde UFC Heavyweight Championship. |
| Victorie   | 22–1 (1)   | Derrick Lewis        | Submission (rear-naked choke)           | UFC 230                                         | 3 noiembrie 2018   | 2     | 2:14 | New York City, New York, United States | Apără campionatul UFC Heavyweight Championship. |
| Victorie   | 21–1 (1)   | Stipe Miocic         | KO (punches)                            | UFC 226                                         | 7 iulie 2018       | 1     | 4:33 | Las Vegas, Nevada, United States       | Câștigă campionatul UFC Heavyweight Championship. Performance of the Night. |
| Victorie   | 20–1 (1)   | Volkan Oezdemir      | TKO (punches)                           | UFC 220                                         | 20 ianuarie 2018   | 2     | 2:00 | Boston, Massachusetts, United States   | Apără campionatul UFC Light Heavyweight Championship. Performance of the Night. |
| Anulată    | 19–1 (1)   | Jon Jones            | NC (overturned)                         | UFC 214                                         | 29 iulie 2017      | 3     | 3:01 | Anaheim, California, United States     | Păstrează campionatul UFC Light Heavyweight Championship. Inițial o victorie prin KO (lovitura la cap și pumni) pentru Jones; rezultat anulat după ce a testat pozitiv pentru Turinabol. Cormier a rămas în continuare campion. |
| Victorie   | 19–1       | Anthony Johnson      | Submission (rear-naked choke)           | UFC 210                                         | 8 aprilie 2017     | 2     | 3:37 | Buffalo, New York, United States       | Apără campionatul UFC Light Heavyweight Championship. |
| Victorie   | 18–1       | Anderson Silva       | Decizie (unanimă)                       | UFC 200                                         | 9 iulie 2016       | 3     | 5:00 | Las Vegas, Nevada, United States       | Non-title bout. |
| Victorie   | 17–1       | Alexander Gustafsson | Decizie (split)                         | UFC 192                                         | 3 octombrie 2015   | 5     | 5:00 | Houston, Texas, United States          | Apără campionatul UFC Light Heavyweight Championship. Fight of the Night. |
| Victorie   | 16–1       | Anthony Johnson      | Submission (rear-naked choke)           | UFC 187                                         | 23 mai 2015        | 3     | 2:39 | Las Vegas, Nevada, United States       | Câștigă campionatul vacant UFC Light Heavyweight Championship. Performance of the Night. |
| Înfrângere | 15–1       | Jon Jones            | Decizie (unanimă)                       | UFC 182                                         | 03 ianuarie 2015   | 5     | 5:00 | Las Vegas, Nevada, United States       | Pentru UFC Light Heavyweight Championship. Fight of the Night. |
| Victorie   | 15–0       | Dan Henderson        | Technical Submission (rear-naked choke) | UFC 173                                         | 24 mai 2014        | 3     | 3:53 | Las Vegas, Nevada, United States       | |
| Victorie   | 14–0       | Patrick Cummins      | TKO (punches)                           | UFC 170                                         | 22 februarie 2014  | 1     | 1:19 | Las Vegas, Nevada, United States       | Debută în Light Heavyweight. |
| Victorie   | 13–0       | Roy Nelson           | Decizie (unanimă)                       | UFC 166                                         | 19 octombrie 2013  | 3     | 5:00 | Houston, Texas, United States          | |
| Victorie   | 12–0       | Frank Mir            | Decizie (unanimă)                       | UFC on Fox: Henderson vs. Melendez              | 20 aprilie 2013    | 3     | 5:00 | San Jose, California, United States    | |
| Victorie   | 11–0       | Dion Staring         | TKO (punches)                           | Strikeforce: Marquardt vs. Saffiedine           | 12 ianuarie 2013   | 2     | 4:02 | Oklahoma City, Oklahoma, United States | |
| Victorie   | 10–0       | Josh Barnett         | Decizie (unanimă)                       | Strikeforce: Barnett vs. Cormier                | 19 mai 2012        | 5     | 5:00 | San Jose, California, United States    | Strikeforce Heavyweight Grand Prix final. |
| Victorie   | 9–0        | Antônio Silva        | KO (punches)                            | Strikeforce: Barnett vs. Kharitonov             | 10 septembrie 2011 | 1     | 3:56 | Cincinnati, Ohio, United States        | Strikeforce Heavyweight Grand Prix semifinal. |
| Victorie   | 8–0        | Jeff Monson          | Decizie (unanimă)                       | Strikeforce: Overeem vs. Werdum                 | 18 iunie 2011      | 3     | 5:00 | Dallas, Texas, United States           | |
| Victorie   | 7–0        | Devin Cole           | Decizie (unanimă)                       | Strikeforce Challengers: Woodley vs. Saffiedine | 7 ianuarie 2011    | 3     | 5:00 | Nashville, Tennessee, United States    | |
| Victorie   | 6–0        | Soa Palelei          | TKO (punches)                           | XMMA 3                                          | 5 noiembrie 2010   | 1     | 2:23 | Sydney, Australia                      | |
| Victorie   | 5–0        | Jason Riley          | TKO (punches)                           | Strikeforce: Houston                            | 21 august 2010     | 1     | 1:02 | Houston, Texas, United States          | |
| Victorie   | 4–0        | Tony Johnson         | Submission (rear-naked choke)           | KOTC: Imminent Danger                           | 13 august 2010     | 1     | 2:27 | Mescalero, New Mexico, United States   | Won the KOTC Heavyweight Championship. |
| Victorie   | 3–0        | Lucas Browne         | TKO (punches)                           | XMMA 2                                          | 31 iulie 2010      | 1     | 4:35 | Sydney, Australia                      | Won the XMMA Heavyweight Championship. |
| Victorie   | 2–0        | John Devine          | KO (punch)                              | Strikeforce Challengers: Johnson vs. Mahe       | 26 martie 2010     | 1     | 1:19 | Fresno, California, United States      | |
| Victorie   | 1–0        | Gary Frazier         | TKO (punches)                           | Strikeforce Challengers: Kennedy vs. Cummings   | 25 septembrie 2009 | 2     | 3:39 | Bixby, Oklahoma, United States         | |

## Legături externe
- Official website la Wayback Machine (archived 10 februarie 2013)
- Official website of Olympian Daniel Cormier (2004)
- Rezultate profesioniste în MMA pentru Daniel Cormier la Sherdog
- Daniel Cormier pe UFC.com
- Daniel Cormier profile at the National Wrestling Hall of Fame[nefuncțională]